# Sedimentationsanalyse
Die Sedimentationsanalyse ist ein Untersuchungsverfahren zur Teilchengrößenbestimmung fester Partikeln im Körnungsbereich von etwa 100 bis 1 μm. Dazu wird die zu analysierende Probe in einer Flüssigkeit (entionisiertes Wasser, Cyclohexanol, Ethylenglycol, Isobutanol etc.) suspendiert. Dann wird die Fallgeschwindigkeit der Partikel gemessen, wobei drei Einflussfaktoren  wesentlich sind:
- Durchmesser der Partikel,
- Zähigkeit (Viskosität) der Meßflüssigkeit sowie
- Dichtedifferenz zwischen Partikel und Messflüssigkeit.

Misst man also Fallweg und Fallzeit, so kann im laminaren Bereich die Größe der (kugelförmig gedachten) Partikel in der untersuchten Probe nach dem Gesetz von Stokes berechnet werden.
In der Pharmaindustrie wird die Photosedimentation als Analysenmethode eingesetzt.